# Улдіс Лієлдіджс
Лієлдідж Улдіс (латис. Uldis Lieldidžs; * 24 квітня 1933, Рига, Латвія — 29 січня 2019, Рига, Латвія) — радянський і латвійський актор.
Закінчив театральний факультет латиської консерваторії (1956).
Знімався в українських стрічках: «Сутичка» (1972), «Прямую своїм курсом» (1975), «Загін особливого призначення» (1978), «Від Бугу до Вісли» (1980, Мозер), «Я — Хортиця» (1981, німецький полковник).